# Casa de Pere Molera
La casa de Pere Molera és un edifici de Tona (Osona) inclòs a l'Inventari del Patrimoni Arquitectònic de Catalunya. Ha estat totalment remodelada.

## Descripció

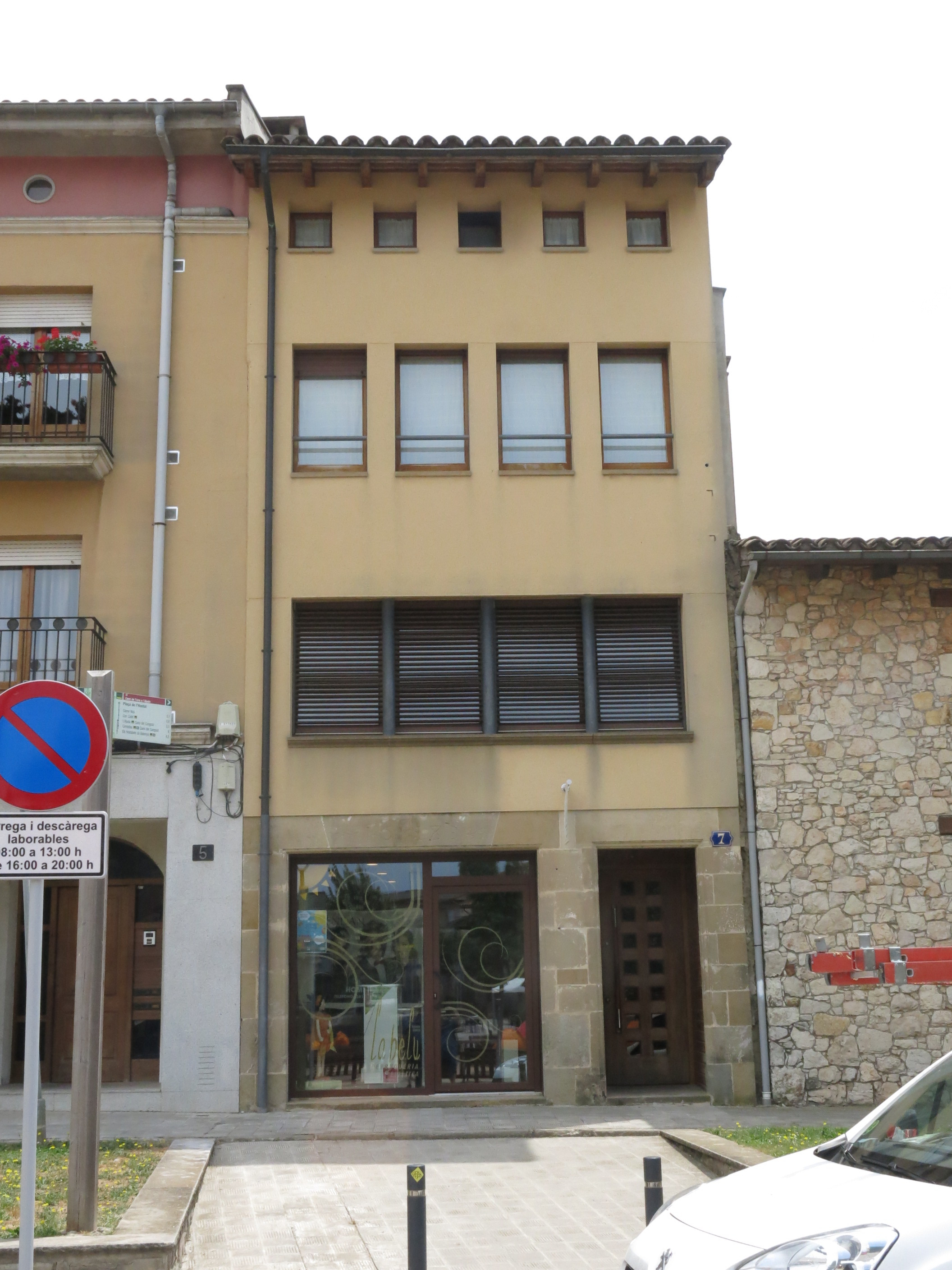
L'edifici actual

Originàriament era un edifici de tres pisos amb una gran entrada a la planta baixa, una finestra al costat, un balcó d'una sola obertura sobre la porta principal i una finestra doble sota teulada. La façana culminava amb una barbacana de bigues de fusta, entre les quals hi havia petites tessel·les de ceràmica de colors.

## Història
Aquesta és la casa on vivia Pere Molera. La plaça de l'Hostal és el centre històric de Tona. La casa, amb la data de 1683 a la llinda, ens informa que encara al segle xvii es construïen edificis de nova planta que acabaven de configurar l'inicial traçat urbanístic de Tona. Pere Molera va ser un militar que consta com a diputat constituent el 12 de novembre de 1868, després de la revolta que va destronar Isabel II.